# ABBA Number Ones
ABBA Number Ones es el nombre de un álbum recopilatorio del grupo sueco ABBA, publicado a finales de 2006.

## El álbum
Esta álbum es la más reciente compilación del grupo, y fue lanzada por Universal Music el 20 de noviembre de 2006. Como su nombre lo dice, este disco contiene varias canciones que fueron hits #1 en muchos países, en la época activa de ABBA. Presenta los mismos temas que el álbum ABBA Gold pero reemplaza "Lay All Your Love on Me", "Does Your Mother Know?" y "Thank You for the Music" por "Summer Night City", "Ring-Ring" y "I Do, I Do, I Do, I Do, I Do".
Una edición limitada incluye un disco extra con otras 12 canciones, que curiosamente no fueron lanzadas como sencillo, y que tampoco fueron un éxito internacional del grupo.
En el Reino Unido, la lista de temas incluye la versión completa de "Summer Night City" y el tema "Ring-Ring", a pesar de que no se convirtió en un gran éxito en ese país.
En Taiwán, un "track escondido" sigue después de I Have a Dream. Este track escondido, es llamado ABBA Remix con una duración de 3:31, es un popurrí de los coros de las 18 canciones del CD.
Un complemento del CD, fue el DVD, llamado ABBA Number Ones, fue lanzado al mismo tiempo que el CD.

## Lista de canciones

### Internacional
1. "Gimme! Gimme! Gimme! (A Man After Midnight)"
2. "Mamma Mia"
3. "Dancing Queen"
4. "Super Trouper"
5. "S.O.S."
6. "Summer Night City"
7. "Money, Money, Money"
8. "The Winner Takes It All"
9. "Chiquitita"
10. "One of Us"
11. "Knowing Me, Knowing You"
12. "Voulez-Vous"
13. "Fernando"
14. "Waterloo"
15. "Ring Ring
16. "The Name of the Game"
17. "I Do, I Do, I Do, I Do, I Do"
18. "Take a Chance on Me"
19. "I Have a Dream"

### Disco extra de la edición limitada
1. "When I Kissed the Teacher"
2. "Hole in Your Soul"
3. "Dance (While the Music Still Goes On)"
4. "Me and I"
5. "The King Has Lost His Crown"
6. "Rock Me"
7. "Tiger"
8. "I Wonder (Departure)"
9. "Another Town, Another Train"
10. "Our Last Summer"
11. "Kisses of Fire"
12. "Slipping Through My Fingers"

## Listas de popularidad
Abba Number Ones entró a las listas de popularidad de dieciséis países alrededor del mundo, entrando a los diez primeros en Estonia y Nueva Zelanda. En este último país, number Ones debutó en la primera posición en la primera semana del 2007. En 2008 el álbum regresó a las listas australianas colocándose por primera vez dentro del Top 50, llegando al lugar 36.
| Lista                                     | Posición |
| ----------------------------------------- | -------- |
| Nueva Zelanda Top 40 RIANZ Álbum Chart    | 1        |
| Estonia Álbum Chart                       | 2        |
| E.U. Billboard Top Pop Catalog Chart      | 11       |
| Finlandia Top 40 YLE Álbum Chart          | 11       |
| UK Álbum Chart                            | 15       |
| Suecia Top 60 Sverige Álbum Chart         | 20       |
| Austria Top 50 Álbum Chart                | 22       |
| Polonia OLIS Top 50 Álbum Chart           | 22       |
| Alemania Top 50 Media Control Álbum Chart | 24       |
| Noruega Top 40 VG Álbum Chart             | 25       |
| Hungría Mahasz Top 40 Álbum Chart         | 32       |
| Australia Top 100 ARIA Álbum Chart        | 36       |
| Rep. Checa IFPI Álbum Chart               | 46       |
| Países Bajos Mega Top 100 Álbum Chart     | 47       |
| European Top 100 Albums                   | 50       |
| Suiza Top 100 Álbum Chart                 | 53       |
| Irlanda Top 50 IRMA Álbum Chart           | 60       |
| E.U. Billboard Comprehensive Albums Chart | 139      |

### Ventas y certificaciones
Number Ones ha recibido hasta el momento solo dos certificaciones de oro en Nueva Zelanda y Polonia y una de platino en Rusia. Junto con cifras de ventas dadas por la BPI del Reino Unido (145 800), Number Ones ha vendido más de 180 mil copias en solo estos cuatro países.
| País/Organización | Certificación | Ventas |
| ----------------- | ------------- | ------ |
| NFPP              | Platino       | 20 000 |
| RIANZ             | Oro           | 7500   |
| ZPAV              | Oro           | 10 000 |